# 卡尔蒂尼亚加
卡尔蒂尼亚加，是意大利诺瓦拉省的一个市镇。总面积22平方公里，人口2563人，人口密度116.5人/平方公里（2009年）。ISTAT代码为003030。